# Азовская улица (Санкт-Петербург)
Азо́вская улица — упразднённая улица на Крестовском острове в Петроградском районе Санкт-Петербурга. Проходит от Южной дороги до Крестовского проспекта.

## История
Первоначальное название Петровская улица известно с 1877 года, происходит от названия Петровского острова, к которому шёл проезд. 16 апреля 1887 года присвоено имя Мезенская улица, по городу Мезень в ряду улиц Петербургской стороны, наименованных по населённым пунктам Архангельской губернии.
Современное название Азовская улица дано 26 декабря 1940 года, по городу Азову. Улица упразднена 16 января 1964 года и восстановлена 5 июня 2001 года. 10 мая 2016 года улица вновь была упразднена, поскольку фактически не существует.

## Достопримечательности
- Приморский парк Победы
- Большой Петровский мост